# Midway (Alabama)
Midway è un comune degli Stati Uniti d'America situato nella contea di Bullock dello Stato dell'Alabama.